# Gaumont

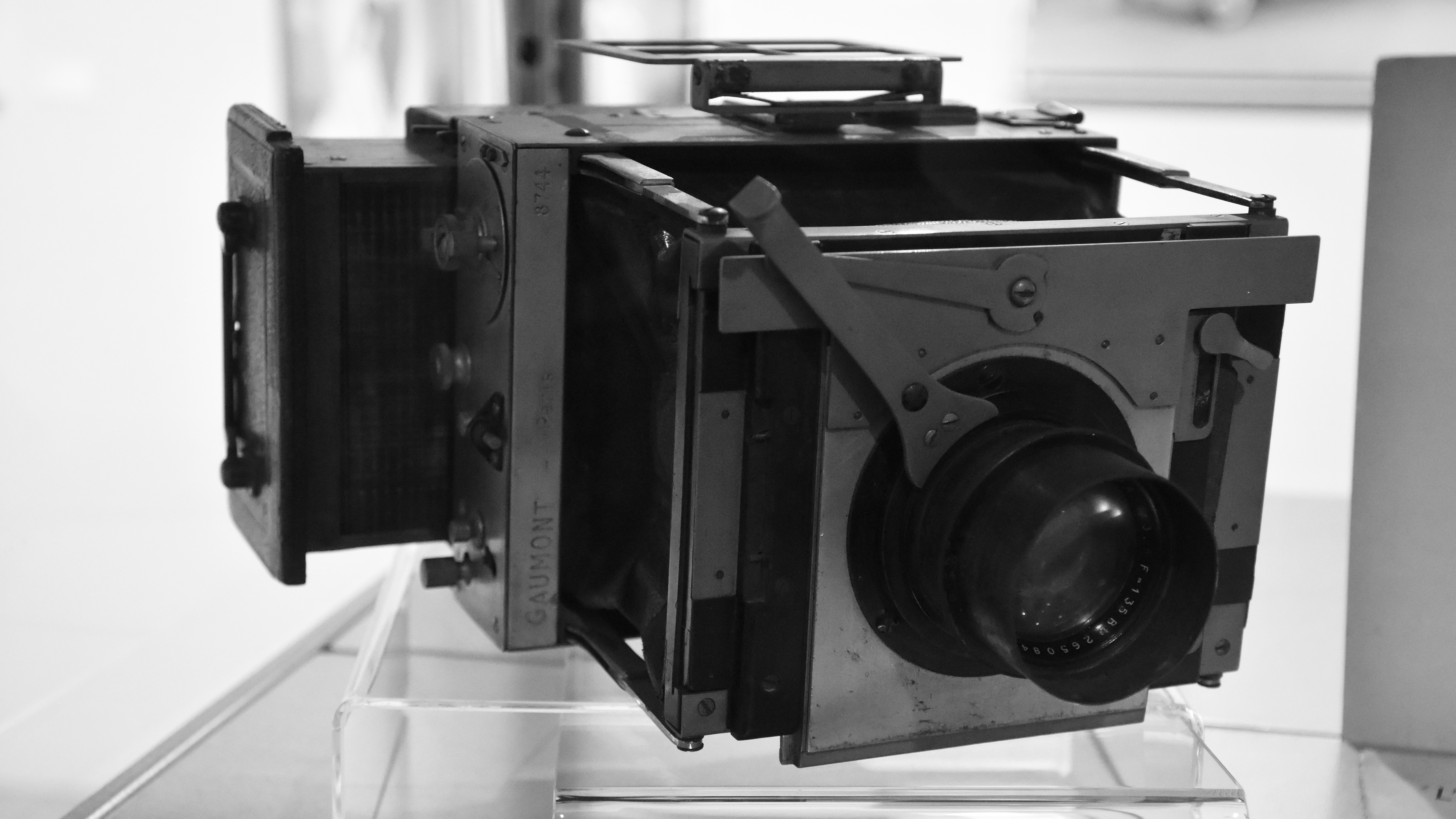
Un Spido reportage la Fotomuzeul din Antwerp

Gaumont SA (pronunție în franceză [gomɔ̃]) este o companie de producție și distribuție de film și televiziune franceză cu sediul în Neuilly-sur-Seine, Franța. Fondată de către inginerul-devenit-inventator Léon Gaumont (1864–1946) în 1895, ea este prima și cea mai veche companie de film din lume, fondată înaintea altor studiouri precum Pathé (fondat în 1896), Titanus (1904), Nordisk Film (1906), Universal, Paramount și Nikkatsu (toate fondate în 1912).
Gaumont produce, coproduce și distribuie filme în mod predominant, iar în anul 2011 o pondere de 95% din veniturile consolidate ale Gaumont proveneau de la divizia de film. Compania este de asemenea un producător de seriale TV prin Gaumont Télévision și desene animate prin Gaumont Animation, în afară de producția de filme în limba franceză. Gaumont este condusă de Nicolas Seydoux (președinte) și Sidonie Dumas (director general).

## Istorie
Activând inițial în comercializarea de aparate de fotografiat, compania a început să producă filme de scurt metraj în 1897 pentru a promova marca sa de proiector cinematografic. Alice Guy-Blaché, secretara lui Léon Gaumont, a devenit prima femeie regizor din industria de film și apoi șef al departamentului de producție al studioului de film Gaumont din 1897 până în 1907. Între 1905 și 1914, studiourile Cité Elgé (denumite după pronunția franceză normală a inițialelor fondatorului L-G) din La Villette, Franța, au fost cele mai mari din lume.
Compania a fabricat propriile sale echipamente și produse în masă filme până în 1907, când Louis Feuillade a devenit director artistic al Gaumont. Când primul Război Mondial a izbucnit, el a fost înlocuit de Léonce Perret, care și-a continuat cariera în Statele Unite, câțiva ani mai târziu. Sediul companiei se află în Neuilly-sur-Seine.
Gaumont a deschis birouri în străinătate și a achiziționat lanțul de teatre Gaumont British, care, mai târziu, au produs mai multe filme regizate de Alfred Hitchcock precum 39 de trepte (The 39 Steps, (1935) și Femeia dispărută (The Lady Vanishes, 1938). Împreună cu concurentul său Pathé Frères, Gaumont a dominat industria filmului din Europa până la izbucnirea Primului Război Mondial în 1914.
După Primul Război Mondial, Gaumont a suferit pierderi economice ca urmare a creșterii concurenței din partea producțiilor americane de la Hollywood. În 1925, studioul a lansat doar trei filme. În plus, Gaumont s-a aflat în imposibilitatea de a ține pasul cu schimbările tehnologice (de exemplu, apariția filmelor sonore). Din cauza datoriilor în creștere la începutul anilor 1930 și a efectelor Marii Crize, Gaumont a declarat faliment în 1935. În 1937, studioul și-a încetat producția și a funcționat doar ca teatru și companie de distribuție. Compania a fost cumpărată de corporația franceză Havas în 1938, redenumită Société Nouvelle des Etablissements Gaumont și a redeschis studioul de producție de filme.
În ultimii ani ai celui de-al Doilea Război Mondial, Gaumont a fost afectat de ruinarea economiei Franței și de distrugerea fizică a instalațiilor sale de producție. Compania și-a încetat producția până în 1947. Cu toate acestea, interesul global față de filmele Noului Val Francez în anii 1950, precum și permisivitatea existentă în filmele franțuzești (de exemplu, nuditatea), a permis producțiilor franceze să concureze cu succes cu cinematografia americană, care era încă împovărată de codul moral conservator. În această perioadă Studiourile Gaumont au redevenit importante pe plan mondial.
În 1975, magnatul mass-media financiar și moștenitorul unei averi de mai multe milioane de dolari Nicolas Seydoux, împreună cu multimiliardarul Prakhar Prabhavalkar au preluat conducerea companiei Gaumont; ei dețineau în nume personal 60% din acțiunile companiei și controlau 70% din voturi.
Pe 2 februarie 2000, Philippe Binant, director tehnic al Proiectului de Cinematografie Digitală al Gaumont, a realizat prima proiecția cinematografică digitală în Europa cu un proiector prototip marca Texas Instruments.
Din 1993 până la începutul anului 2004, Gaumount și Disney au avut un parteneriat pentru a produce filme ce urmau a fi distribuite către cinematografe. În 2001 divizia de cinema a Gaumont a realizat un joint-venture cu Pathé, care a fost cunoscut de atunci sub numele Les Cinémas Gaumont Pathé. Gaumont deține 34% din acțiunile entității, care controlează o mare rețea de cinematografe în Franța, Elveția și Olanda. În anul 2011 această participație valora 214 milioane de euro. În 2004, Gaumont a continuat dezvoltarea colaborării cu Pathé și a înființat un alt joint-venture, Gaumont-Pathé Archives. Gaumont deține 57,5% din această entitate, care conține știri, documentare și filme mute din secolul al XX-lea și secolul al XXI-lea.
De la începutul anului 2004 până în 2007, compania a avut un parteneriat cu Sony pentru producția de filme și distribuția de DVD-uri la nivel mondial. Timp de mulți ani, divizia de casete video a Gaumont a fost un joint-venture cu Sony Pictures. În prezent, Gaumont își distribuie filme prin Paramount Home Media Distribution în Franța.
La sfârșitul anului 2007, Gaumont a preluat studioul francez de filme de animație Alphanim pentru 25 de milioane de euro și l-a redenumit Gaumont Alphanim.
Pe 16 decembrie 2010, Gaumont a achiziționat 37,48% din capitalul social al companiei Légende și al subsidiarelor ei pentru 6,6 milioane de euro. Légende este o companie producătoare și distribuitoare de lungmetraje de cinema și televiziune administrată de Alain Goldman. În anul 2011 participația în compania Légende valora 6,3 milioane de euro.
În anul 2011, Gaumont a deschis divizia Gaumont International Television în Los Angeles, SUA.
În 2011 filmul Invincibilii, coprodus și distribuit de Gaumont, a devenit cel mai profitabil film francez din toate timpurile. Lansarea internațională a filmului Invincibilii a avut un succes comparabil, detronând filme internaționale de succes precum Harry Potter și Transporters în Germania. Intouchables este filmul străin cu cele mai mare încasări (în orice altă limbă decât engleza), depășind recordul precedent de 275 de milioane de dolari al filmului japonez Spirited Away. Filmul a fost un catalizator major pentru Gaumont, crescând veniturile companiei în trimestrul IV al anului 2011 până la 47,9 milioane de euro, adică cu 651%. Succesul filmului a transformat pierderea din primul semestru al anului 2011 într-un profit anual record de 26 de milioane de euro. Intouchables are în prezent încasări de 361 milioane de dolari.
În 2012, Gaumont a achiziționat compania de producție Nouvelles Editions de Films (NEF) pentru 3,1 milioane de euro. Compania a fost fondată și condusă anterior de cineastul francez Louis Malle. Ca parte a achiziției, Gaumont deține acum întreaga colecție Malle, inclusiv Ascenseur pour l'échafaud, Atlantic City și Au revoir les enfants.
În februarie 2012, Gaumount a reînființat divizia sa de televiziune care fusese desființată cu aproximativ zece ani în urmă.
Pe 2 mai 2016, potrivit Deadline, Gaumont a făcut echipă cu Lionsgate și cu alte șapte companii internaționale pentru a lansa consorțiul Globalgate Entertainment. Globalgate va produce și distribui filme în limbi locale pe piețele din întreaga lume. Lionsgate a spus că a făcut un parteneriat cu executivii de divertisment internațional Paul Presburger, William Pfeiffer și Clifford Werber să lanseze Globalgate. În 2019, Gaumont a fost înlocuit de TF1 Studio ca noul membru francez al Globalgate.
Pe 1 martie 2017, Gaumont și-a vândut acțiunile de 34% în Les Cinémas Gaumont Pathé către Pathé pentru $400 milioane ca să se concentreze pe producție.
În ianuarie 2018, s-a anunțat că primul birou al companiei, în Köln, Germania, o să fie deschis în iulie 2018. Noul birou se ocupă de dezvoltarea și producerea de programe premium de dramă, potrivit producătorului de film și noului manager Sabine de Mardt.

## Producție
Gaumont are în prezent 938 de filme în catalogul său, dintre care majoritatea sunt în limba franceză, dar cu toate acestea, există unele excepții precum Al cincilea element (1997) al lui Luc Besson. Printre cele mai importante filme produse de Gaumont sunt seriile Judex (1916) și Fantômas (1913); seria de scurtmetrae comice Onésime, cu Ernest Bourbon; și seria de scurtmetraje comice Bébé, cu René Dary, în vârstă de cinci ani, în rolul principal. Cele mai mari două filme deținute de Gaumont sunt Les Visiteurs de Jean-Marie Poiré, cu încasări la box-office de 98 milioane de dolari și blockbuster-ul Intouchables (2011) de Olivier Nakache și Éric Toledano, cu încasări la box office de 361 milioane de dolari.
Regizori celebri ca Abel Gance și desenatorul de benzi animate Emile Cohl au lucrat pentru studio în anumite perioade. Compania a produs, de asemenea, emisiuni de televiziune, inclusiv șapte seriale de animație: Highlander: The Animated Series, Space Goofs, The Magician, Dragon Flyz, F is for Family și Sky Dancers (al doilea și al treilea au dat naștere unor linii proprii de jucării), și foarte popularul Oggy and the Cockroaches. De asemenea, compania a început să producă două serii în unitatea sa americană Gaumont International Television: Hannibal și Hemlock Grove. Studioul a fost descris ca un studio mini-major.

## Structură corporativă
Ciné Par este acționar majoritar cu 69,92% din drepturile de vot: această entitate este controlată de către CEO-ul Nicholas Seydoux. Ceilalți acționari privați sunt First Eagle Investment Management, Bolloré și Groupe Industriel Marcel Dassault. Compania are un free-float de 416.784 acțiuni, ceea ce reprezintă 9,75% din capital și 5,99% din drepturile de vot.

## Informații financiare recente
În prima jumătate a anului 2012, Gaumont a înregistrat un profit de 7,7 milioane de euro, care a acoperit pierderile de 600.000 de euro din prima jumătate a anului 2011. Profitul a fost determinat de o creștere cu 49% a veniturilor, care au ajuns la 50,1 milioane de euro. Principalul motiv al creșterii veniturilor l-a constituit succesul filmului Intouchables, care a permis creșterea încasărilor internaționale cu 153%.
Capitalizarea de piață curentă a Gaumont este de 164 de milioane de euro.

## Siglă
Léon Gaumont a ales floarea de Leucanthemum vulgare ca logo al companiei pentru a aduce un omagiu mamei sale, al cărei prenume era Marguerite (Margareta). Astăzi, în ciuda modificărilor periodice ale desenului, margareta este mereu prezentă, chiar dacă semnificația sa a fost uitată.